# De største
 Der er for få eller ingen kildehenvisninger i denne artikel, hvilket er et problem. Du kan hjælpe ved at angive troværdige kilder til de påstande, som fremføres i artiklen.

De største er et opsamlingsalbum fra den danske popgruppe Nik & Jay, der udkom den 20. november 2008 på Medley Records (EMI). Albummet indeholder hits fra gruppens tre studiealbum, samt de tre nye sange "Kommer igen", "Endnu en", og "Du gør mig høj". I december 2010 modtog albummet tre gange platin for 90.000 solgte eksemplarer.

## Spor
| 1.  | "Endnu en"                |                    | 3:42 |
| 2.  | "Kommer igen"             |                    | 3:41 |
| 3.  | "Du gør mig høj"          |                    | 4:04 |
| 4.  | "Et sidste kys" (Julie)   | 3: Fresh, Fri, Fly | 3:47 |
| 5.  | "I Love Ya"               | 3: Fresh, Fri, Fly | 3:28 |
| 6.  | "Når et lys slukkes"      | 3: Fresh, Fri, Fly | 5:16 |
| 7.  | "Boing!"                  | 3: Fresh, Fri, Fly | 3:17 |
| 8.  | "Kan du høre hende synge" | 2                  | 6:05 |
| 9.  | "Lækker"                  | 2                  | 3:23 |
| 10. | "En dag tilbage"          | 2                  | 4:27 |
| 11. | "Pop-Pop!"                | 2                  | 3:15 |
| 12. | "Tag mig tilbage"         | Nik & Jay          | 4:25 |
| 13. | "Elsker hende mere"       | Nik & Jay          | 3:59 |
| 14. | "Hot!"                    | Nik & Jay          | 3:13 |
| 15. | "Nik & Jay"               | Nik & Jay          | 3:42 |

| 1. | "I Love Ya Pt. 2"                                                                     | 4:44 |
| 2. | "I Love Ya" (remix)                                                                   | 4:02 |
| 3. | "Boing!" (remix featuring Joey Moe)                                                   | 3:33 |
| 4. | "Strip" (remix)                                                                       | 3:12 |
| 5. | "Lækker Pt. 2" (featuring L.O.C.)                                                     | 3:38 |
| 6. | "Nik & Jay" (remix)                                                                   | 4:22 |
| 7. | "Højere vildere (skru op for den bitch)" (Rune RK & Morten Breum featuring Nik & Jay) | 3:44 |
| 8. | "Hvad nu hvis" (Alex featuring Nik & Jay)                                             | 4:23 |

### Live DVD
1. "Fresh, fri, fly"
2. "Op på hesten"
3. "Når et lys slukkes"
4. "Lækker"
5. "Lækker" (Pt. 2)
6. "Nu er det for sent"
7. "I Love Ya"
8. "Kan du høre hende synge"
9. "Pop-Pop!" / "Nik & Jay" / "Elsker hende mere"
10. "Gi'r dig mer'"
11. "Strip" (Remix)
12. "Et sidste kys" (featuring Julie)
13. "Rock 'N' Roll"
14. "Hot!"
15. "Vidne til det hele"
16. "Boing!"
17. "En dag tilbage"